# Августовский блок
А́вгустовский блок — объединение ряда групп и течений в Российской социал-демократической рабочей партии (РСДРП), сложившееся на Венской конференции, состоявшейся по инициативе Л. Троцкого и проходившей с 12 (25) по 20 августа (2 сентября) 1912 года. В рамках конференции, поддержанной Социал-демократической партией Германии (СДПГ), и блока Троцкий пытался объединить враждующие фракции и направления, существовавшие в те годы в формально единой РСДРП: прежде всего, большевиков и меньшевиков. Конференция в австро-венгерской столице проходила после VI (Пражской) конференции РСДРП, созванной В. Лениным и названной её организаторами «общероссийской»; с подобной оценкой не были согласны участники Августовского блока, считавшие мероприятие в Праге сугубо фракционным, «большевистским».
В блок, помимо Троцкого, входили П. Аксельрод, Г. Алексинский, Ю. Мартов, А. Мартынов, М. Урицкий, Ю. Ларин и ряд других представителей меньшевиков, большевиков и нефракционных социал-демократов; секретарем Организационного комитета, избранного в Вене, стал С. Семковский. Основой объединения являлась общеполитическая резолюцию, написанная Троцким, в тексте которой подчеркивалось единство задач социал-демократии и настаивалось на сочетании легальной парламентской деятельности с практикой подпольной революционной борьбы; в связи выборами в IV Государственную думу Российской империи организации Августовского блока выдвигали требования о всеобщем избирательном праве, «полновластном народном представительстве» и свободе слова. Блоком был также подтвержден курс на легализацию рабочего движения в Российской империи, получивший название «ликвидаторство».
Спустя всего несколько недель после своего создания выяснилось, что группы, вошедшие в блок, остались политически разрозненными. После решения съезда Социал-демократии Латышского края (СДЛК) покинуть блок, принятого в феврале 1914 года — а также отхода от него самого Троцкого — объединение, фактически, распалось. Распад блока «предопределил» постепенное возрастание влияния в РСДРП большевистской фракции, приобретавшей всё большую независимость. Венская конференция и созданный на ней политический союз, будучи связаны с именем Троцкого, практически не изучались в советское время — хотя в тот период им и давались оценки, «далёкие от объективности и историзма»: в частности, БСЭ писала об объединении как об «Августовском антипартийном блоке».

## Предыстория

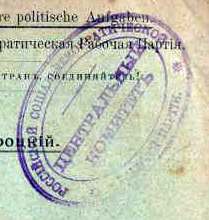
Штамп ЦК РСДРП на книге Троцкого «Наши политические задачи» (1904)

### Партийное единство
В январе 1910 года объединительный пленум ЦК РСДРП принял единогласное решение о созыве общепартийной конференции, которая могла бы привести к восстановлению единства российских социал-демократов, являвшихся в тот период «малочисленными и слабыми». За инициативу в её созыве развернулась «ожесточенная борьба» между Владимиром Лениным и Львом Троцким. Оба лидера стремились осуществить полное или частичное объединение под своим руководством и под собственными лозунгами. Открыто поддерживать политический раскол было политически невыгодно и о единстве говорили многие другие группы российских марксистов: в частности, в Рижском комитете Латвийской социал-демократической рабочей партии в 1913 году 42,1 % членов не входили ни в большевистскую, ни в меньшевистскую фракции — что способствовало «живучести объединительной тенденции».
По мнению биографов Троцкого Юрия Фельштинского и Григория Чернявского, Троцкий «действительно думал об объединении», в то время как Ленин предполагал «подчинение» меньшевиков большевикам — только последних Владимир Ильич считал «истинными» социал-демократами. Группа Троцкого и венская газета «Правда» проявляли в данном вопросе наибольшую активность. Департамент полиции Российской империи в своём циркуляре от 4 июля 1910 года пришёл к выводу, что Троцкий ставил своей задачей «во что бы то ни стало примирить первые два течения и заставить их работать вместе, хотя ни первое, ни второе течения этого не желают». Он выступал с «настоятельной агитацией» за созыв партийной конференции; в отличие от большевиков и меньшевиков, его деятельность действительно носила «примиренческий характер». По мнению Фельштинского и Чернявского, департамент полиции, который был в курсе «склок» в рядах революционеров, «наиболее объективно» описал события, происходившие в те годы внутри революционного движения.

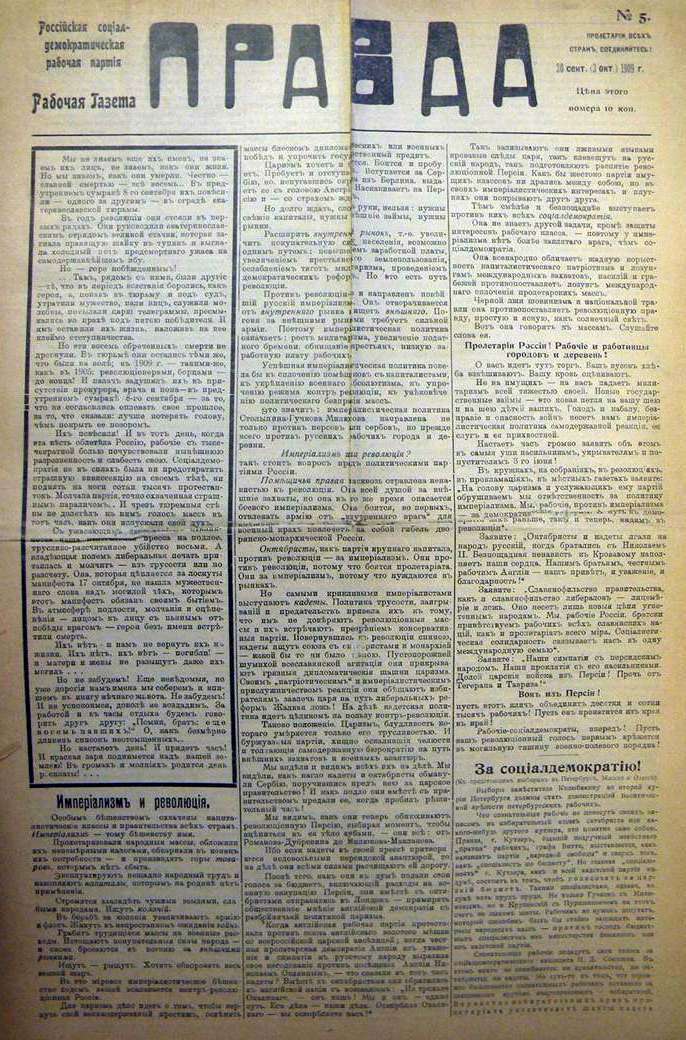
Пятый номер «Правды» (Львов, 1909)

Большевики через ЦК также выступили с призывом к конференции, при этом Ленин в своих печатных работах приравнивал объединение к «примиренчеству» (то есть к примирению с меньшевиками). Лозунги большевиков сопровождались «усиленной борьбой с Троцким» и желанием лишить последнего субсидии". В статье «Заметки публициста» он писал, что Троцкий служит и ликвидаторам, и отзовистам и выдвигал оценку противостоящей фракции «как непримиримого политического врага»:
Разводят руками, жалуются и говорят беспомощные фразы „примиренцы“… Троцкий выразил в первых же словах своей резолюции весь дух самого худшего примиренчества, „примиренчества“ в кавычках, примиренчества крикливого, обывательского, берущего „данных лиц“, а не данную линию.
«Ликвидаторы» и группа «Вперед» (члены которой пытались сочетать идеи марксизма и эмпириокритицизма — и таким образом «осовременить» философию Карла Маркса) поддержали Троцкого, но в конференции отказались участвовать национальные партийные организации. Такое мнение в 1910 году высказал полицейский агент в рядах РСДРП. В конце февраля на страницах «Правды» появилось открытое письмо редакции к организациям РСДРП:
Мы считаем, что оживление в верхнем слое рабочих позволит теперь наконец выполнить задачу, сформулированную год тому назад пленумом… а выполнение этой задачи… может положить предел той фракционной кружковой борьбе, которая после пленума не ослабела, а усилилась.
27 мая 1911 года будущий академик АМН СССР Николай Семашко (псевдоним — Александров), состоявший членом и казначеем Заграничного бюро ЦК РСДРП, забрал кассу и кассовые книги бюро, а также документы, связанные с нелегальной транспортировкой партийных изданий на территорию Российской империи. С 10 по 17 июня Владимир Ленин, Григорий Зиновьев и Лев Каменев провели в Париже «совещание членов ЦК». На данном совещании голосами трёх большевиков (Ленина, Зиновьева и Алексея Рыкова) и двух поляков (Яна Тышки и Феликса Дзержинского) была создана Организационная комиссия, целью которой являлась подготовка партийной (фактически, «чисто большевистской») конференции. Троцкий отказался от предложения Ленина войти в состав комиссии. В июле 1911 года Фёдор Калинин в письме Григорию Алексинскому писал, что «Троцкий прислал свое отношение к создавшемуся положению, подверг все ленинские шаги остроумно-уничтожающей критике».

### Совещание в Берне и венская резолюция
С 20 по 23 августа 1911 года в швейцарском Берне состоялось совещание членов Заграничного бюро меньшевиков: на нём присутствовали Михаил Либер (Гольдман), Борис Горев и Соломон Шварц, представитель газеты «Голос социал-демократа» Фёдор Дан, делегат Заграничного комитета Социал-демократии Латышского края (СДЛК) Лудис и Троцкий. Помимо ряда резолюций, собравшиеся партийцы обсудили вопрос «О содействии из-за границы созыву предусмотренной пленумом конференции» и приняли «Обращение ко всем членам партии», написанное совместно Даном и Троцким. Все документы содержали протест против «сепаратной» партконференции, планируемой большевиками: 
Вы на опыте вашей партийной работы неоднократно убеждались, что совместная деятельность всех течений и возможна, и необходима. Вы неоднократно протестовали против фракционного дезорганизаторства. А против вас — против воли действительных руководителей и организаторов рабочего движения — невозможен никакой раскол, как и без вашего активного вмешательства невозможно никакое партийное единство. На вас ложится теперь вся тягость ответственности за судьбы партии.
Основная роль в создании конференции отводилась партийному центру внутри Российской империи, который только предстояло создать, в то время как заграничные организации РСДРП должны были оказывать организационно-техническую и финансовую поддержку. На конференцию приглашались все фракции и группы, признавшие социал-демократическую программу, работавшие в пролетарской среде и желавшие при этом восстановления РСДРП в качестве единой структуры. При этом большевики не желали объединяться с теми, кого они считали оппортунистами и реформистами, а меньшевики были готовы к объединению против большевиков. Вместе с тем, они не поддерживали идеи «перманентной революции» Троцкого, подозрительно относились к нему самому, оставив его в политической изоляции.
26 ноября 1911 года русский социал-демократический клуб, располагавшийся в Вене, принял — по предложению Троцкого — резолюцию с осуждением нападок большевистской «Рабочей газеты» и меньшевиков-партийцев, близких к Георгию Плеханову, на другие партийные группы: в частности, на газету «Правда». В венской резолюции сообщалось о создании общепартийного фонда для подготовки к созыву примирительной конференции, но на практике это была лишь «бумажная» резолюция. В это время сторонники Ленина направила приглашения на конференцию ряду социал-демократических организаций. Текст приглашений был, по мнению Фельштинского и Чернявского, сформулирован так, чтобы «спровоцировать отказ». От имени редакции «Правды» Троцкий, не отказываясь прислать представителя на конференцию, предложил обозначить само собрание как «совещание фракционных единомышленников»; Ленин отклонил данное предложение.

### Пражская конференция Ленина и совещание Троцкого

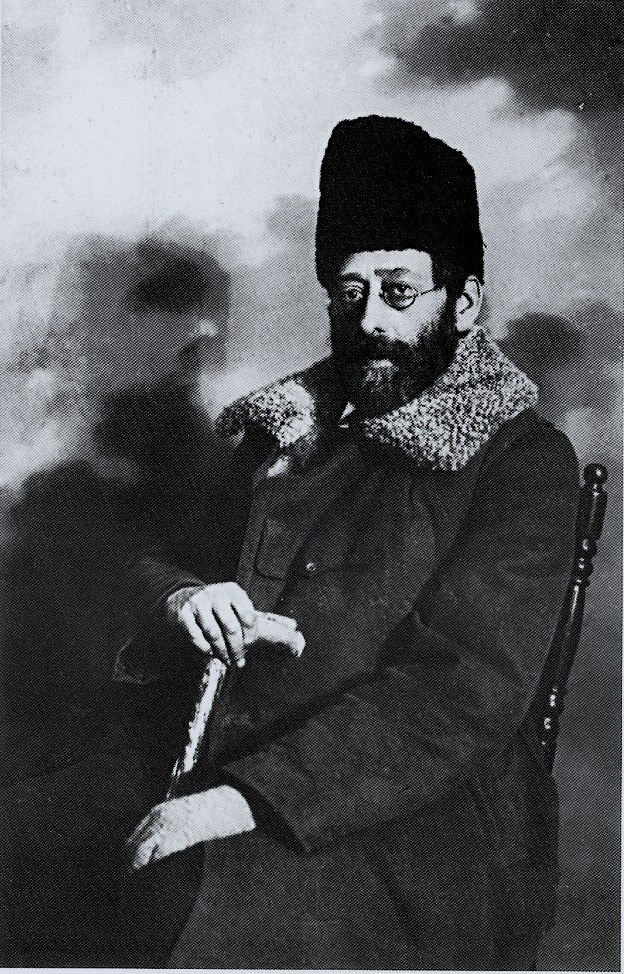
Ю. Мартов в 1917 году

В начале январе 1912 года в Праге состоялась VI конференцией РСДРП — сепаратная ленинская конференция, на которой был избран ЦК во главе с Лениным и Русское бюро, подчинённое ему же. Совещание национальных социал-демократических организаций, которое состоялось примерно в то же время, включало представителей Бунда, СДЛК, Социал-демократии Королевства Польского и Литвы (СДКПиЛ), Областной Закавказской организации, а также Либер-Гольдмана от зарубежных групп меньшевиков. По идее Троцкого, целью совещания было создание комитета для организации «подлинной» объединительной конференции. Троцкий заявлял, что в случае отказа меньшевиков от такого объединения, он будет работать с большевиками. Павел Аксельрод так прокомментировал совещание:
Я вынес весьма тяжелое для меня впечатление, что у него и желания нет действительно серьезно сблизиться с нами и нашими друзьями в России для общей положительной работы и для совместной борьбы против общего врага [Ленина].
Юлий Мартов, считавший, что партия уже фактически распалась на «деятелей подполья и деятелей открытого рабочего движения», говорил, что «правдисты» хотят от этой конференции не создания реальной политической силы, а утопии — формального и официального восстановления партии и ликвидации организационного хаоса. При этом, в письме Мартова от 13 августа настроения уже совсем другие, а спустя несколько дней он «уговаривал» Аксельрода поехать на конференцию в Вену, приняв мандат от кавказской организации. 25 августа Мартов сообщал, что собрался выехать в Вену, хотя и утверждал, что в смысле участников мероприятия «картина получается убогая». Троцкий выслал приглашение и Ленину, но большевистский лидер отказался присутствовать на собрании в австро-венгерской столице.

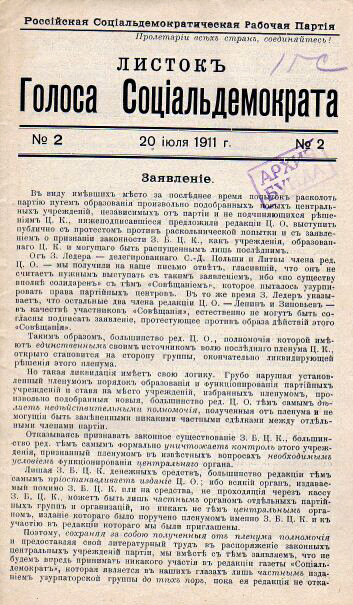
Листок «Голоса Социал-Демократа» с заявлением Бунда против раскола в РСДРП (июль 1911)
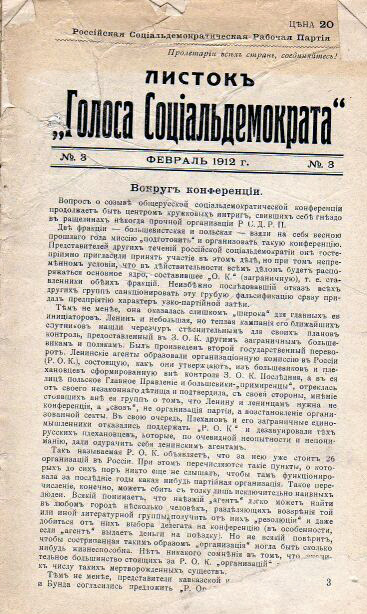
Листок «Голоса Социал-Демократа» c критикой организаторов Пражской конференции (февраль 1912)
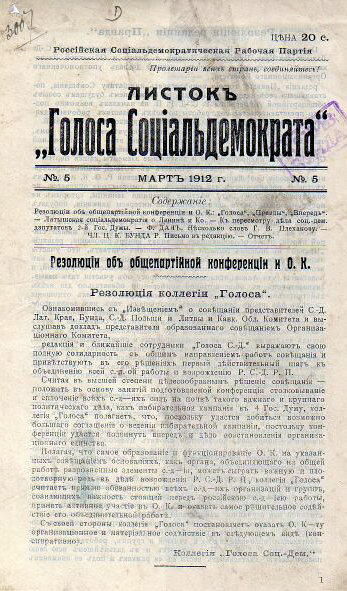
Листок «Голоса Социал-Демократа» с поддержкой Августовской конференции (март 1912)

## Августовская конференция в Вене
В конце августа 1912 года в Вене, под председательством Троцкого, состоялась объединительная конференция организаций РСДРП. Циркуляр Департамента полиции от 8 октября того же года, пользуясь сообщениями одного из полицейских агентов, гласил, что в конференции приняли участие восемнадцать делегатов с решающим голосом и десять — с совещательным. С приветствием к участникам мероприятия обращалось Центральное бюро заграничных групп РСДРП — в его письме выражалась надежда, что конференция поспособствует «воссозданию» российской социал-демократической партии. Делегаты делились на две группы: первая была организована по территориальному признаку (были представлены партийные организации Санкт-Петербурга, Москвы, Одессы, Севастополя, Красноярска и Баку); вторая группа состояла из представителей социал-демократических организаций (от ряда «инициативных групп» меньшевиков, СДЛК, Польской социалистической партии, Литовской социал-демократической партии, Бунда, украинской «Спілки», грузинских социал-демократов, группы «Вперёд», группы газеты «Голос социал-демократа», профсоюза «Моряк» и венской газеты «Правда»). Троцкий утверждал, что в Вене, с целью «создать объединение организаций различных политических оттенков», собралось «всё, что есть организов[анного] в России». На венскую конференцию был приглашен и Максим Горький, но он не приехал, написав при этом: «Как жаль, что я не могу поехать на конференцию!».
Ещё до начала Венской конференции Бунд, СДЛК и лично Троцкий получили деньги на её проведение от Социал-демократической партии Германии (СДПГ), активно выступавшей за единство российских коллег. Общая сумма, ассигнованная руководством СДПГ за период до и после конференции, составила 80 тысяч немецких марок; кроме того, в распоряжение участников конференции поступили средства от Австрийской социал-демократической партии (десять тысяч австро-венгерских крон) и деньги, собранные Львом Дейчем в США (пять тысяч долларов). По сравнению с данными средствами суммы, собранные в русских эмигрантских группах европейских стран, являлись «крайне незначительными».
В конференции не приняли участие не только большевики, но и ряд других социал-демократических групп и организаций: большевики-примиренцы, меньшевики-партийцы и СДКПиЛ. От лидера «партийцев» Плеханова конференция получила «издевательски вежливое» письмо с отказом, мотивированным автором тем, что партия являлась окончательно разорванной совместными усилиями Ленина и Троцкого.

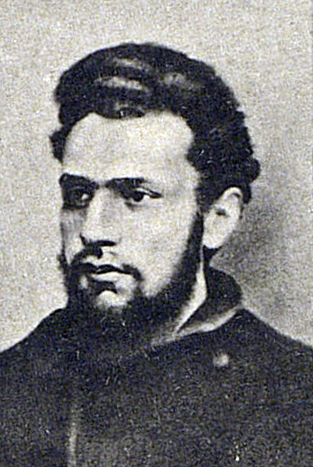
А. Мартынов в 1906 году

В числе «наиболее видных» участников Венской конференции, помимо самого Троцкого, Фельштинский и Чернявский относили Аксельрода, после «долгих размышлений» всё же принявшего участие в мероприятии, Алексинского, Мартова, Александра Мартынова, Моисея Урицкого и Юрия Ларина (Лурье). При этом Алексинский поставил под сомнение мандаты как Мартова, так и Аксельрода — затем он вообще покинул конференцию, мотивировав данный шаг необходимостью снять с себя «ответственность за то, что на [конференции] происходило». Всего на шестнадцати протоколированных и двух предварительных заседаниях присутствовали 18 делегатов с решающим и 11 с совещательным голосом, а также пять гостей с совещательным голосом; кроме того, по полицейским данным, в конференции принимали участие также и «гости без права участия в дебатах», которых было до семи человек.
В Вену не прибыл ни один из депутатов, представлявших социал-демократическую фракцию в III Государственной думе Российской империи: Троцкий надеялся, что с докладом о работе думской фракции выступит Никола Чхеидзе или Евгений Гегечкори. В итоге, конференция сочла возможным «конституироваться» лишь как «конференция организаций РСДРП» — нечто среднее между первоначальным замыслом Всероссийской конференции и совещанием отдельных членов РСДРП.
На предварительном совещании участников Ларин внёс предложение повторно пригласить Плеханова, Ленина, а также — польско-литовским социал-демократов и большевиков-примиренцем. Данное предложение было отвергнуто на том основании, что данные лица и группы в любом случае откажутся участвовать в мероприятии, на котором присутствовали «в преобладающем числе партийные работники, причисленные ими к „ликвидаторам“ и поставленные в положение изгнанных из партии». «С большим трудом» конференции удалось избрать новый состав Организационного комитета: в него вошли Пётр Гарви, Борис Горев, питерский рабочий Александр Смирнов, Григори Уратадзе и Моисей Урицкий, для представителей Бунда и СДЛК были зарезервированы два места.

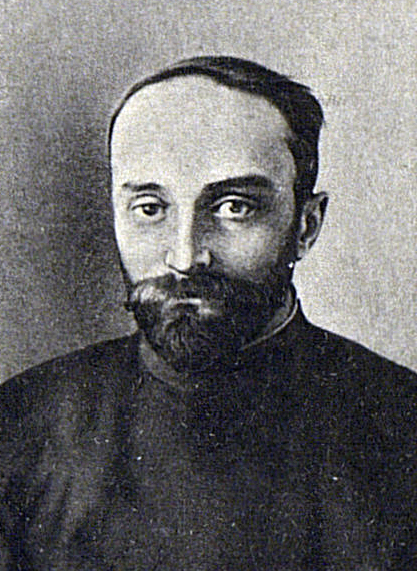
Б. Горев в 1907 году

Конференция приняла «компромиссную» общеполитическую резолюцию, текст которой был составлен Троцким: в тексте подчеркивалось единство задач социал-демократии и отвергались любые попытки «ставить очередные тактические задачи социал-демократии в зависимость от крайне гадательных по своему существу теоретических предсказаний относительно того, стоим ли мы накануне новой революции и каков будет ее социальный характер» — то есть «в жертву», среди прочего, приносилась и концепция перманентной революции Троцкого. При этом резолюция настаивала на сочетании парламентской деятельности с практикой подпольной революционной борьбы и выдвигала задача организации «сельскохозяйственного пролетариата», не отказываясь от борьбы за полную конфискацию помещичьей земли (с передачей её бедному крестьянству).
В связи с предстоявшими осенью 1912 года выборами в IV Государственную думу Российской империи, по вопросу о которых с докладом выступал Троцкий, организации «Августовского блока» — как стали называть сторонников Венской конференции, хотя в опубликованных на начало XXI века материалах самой конференции подобное выражение не встречается — выдвинули требования о всеобщем избирательном праве, «полновластном народном представительстве» и свободе слова. Блоком был подтвержден и ранее взятый меньшевиками курс на легализацию рабочего движения, получивший название ликвидаторство. В связи с делом Бейлиса конференция приняла резолюцию с протестом против «преследований еврейского народа».

## Блок и его распад
По окончании конференции — среди делегатов которой было десять меньшевиков (пять с решающим голосом и пять с совещательным), четыре большевика-партийца (три и один, соответственно), два меньшевика-партийца (один и один) и семнадцать нефракционных социал-демократов (девять и восемь) — Троцкий и Семковский приступили к практической работе: был намечен план издания «Вестника Организационного комитета» и выпуск ряд других печатных изданий. В дальнейшем, в связи с арестами многих членов Оргкомитета, деятельность Августовского блока стал направлять его Заграничный секретариат, в который, по данным на 1913 год, входили Мартов, Мартынов, Аксельрод, Семковский и Астров. Но уже спустя несколько недель выяснилось, что «по существу дела» ничего в социал-демократических группах не изменилось — они остались разрозненными. Попытка Троцкого создать Августовский блок стала первой и последней его практической инициативой по восстановлению единства российского социал-демократического движения: Троцкий пытался добиться единства путем нахождения точек соприкосновения между группами, но при этом он, по мнению Фельштинского и Чернявского, видел себя единственным носителем «правильных» теоретических взглядов и политического курса. Один из руководителей петербургской «инициативной группы» Петр Гарви, избранный членом ОК, так оценил Венскую конференцию:
Основной результат конференции был совсем не тот, о котором мечтал и хлопотал Троцкий, — не создание… единого фронта с большевиками, а другой, им непредвиденный, — консолидация меньшевизма. В ходе совместной работы на конференции совершенно сгладились все разногласия и недоразумения, накопившиеся за последние годы, между российскими «ликвидаторами» и идейным штабом меньшевизма.

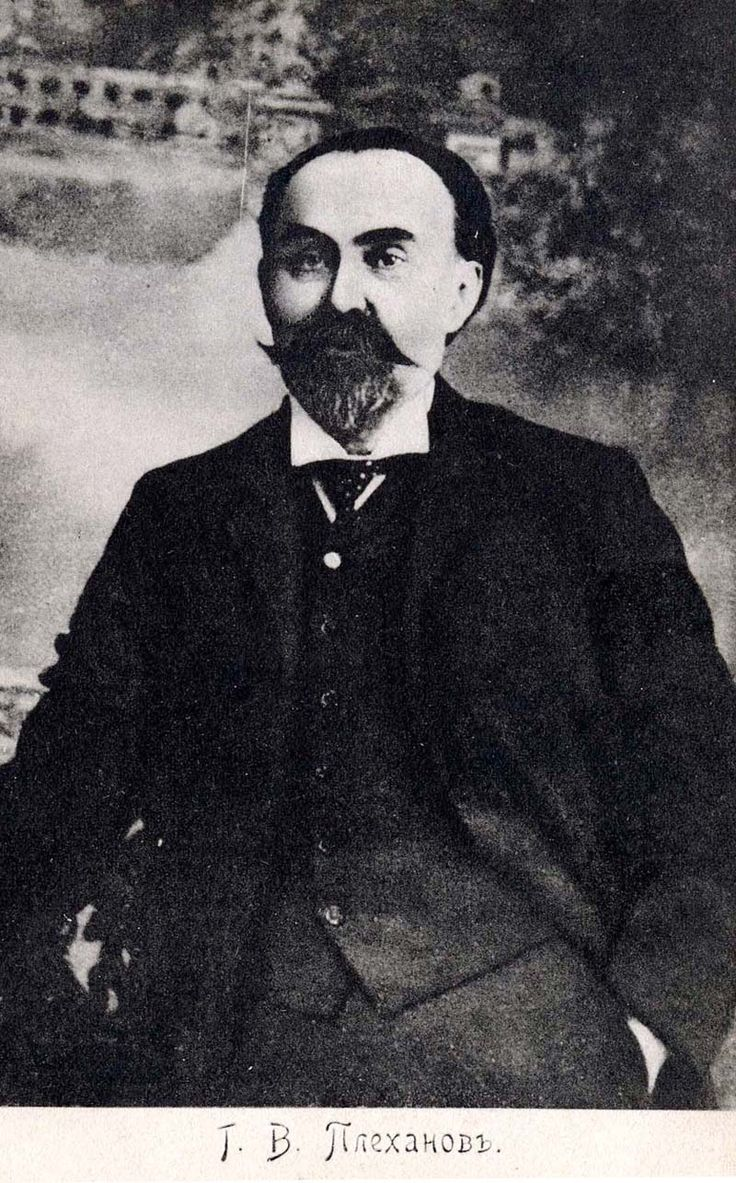
Г. Плеханов в начале XX в.

Большевистский ЦК в Открытом письме партийным организациям и Георгий Плеханов в статье «Ещё одна раскольничья конференция» вскоре после Венской конференции осудили её как «ликвидаторскую». В конце февраля 1913 года Департамент полиции отмечал, что «троцкисты [то есть социал-демократы, близкие к Троцкому лично] окончательно примкнули к ликвидаторам». Финалом Августовского блока стало решение съезда СДЛК, принятое в феврале 1914 года, об отзыве своих представителей по той причине, что блок не отмежевался от ликвидаторов — данное решение стало результатом преобладания на съезде «большевистски ориентированных» делегатов. Комментирую данное решение, Ленин писал о «смертельном ударе» по блоку Троцкого, добавляя при этом, что и сам Троцкий — который уже весной 1913 года был разочарован политическим направлением меньшевистской газеты «Луч», начавшей выходить в сентябре во исполнение решений Венской конференции — «откололся» от организации. В итоге, вплоть до Февральской революции Организационный комитет являлся руководящим органом лишь для части меньшевистских организаций.

## Влияние и критика

### Советская критика
Согласно БСЭ, «Августовский антипартийный блок» представлял собой сложившееся на Венской конференции по инициативе Льва Троцкого, после Шестой (Пражской) всероссийской конференции РСДРП, объединение групп и течений РСДРП, которые выступали против большевиков. Своё «ликвидаторство» Троцкий «маскировал» центризмом, утверждая, что он не принадлежал ни к большевикам, ни к меньшевикам и добивается, якобы, их примирения, на что возражал сам Владимир Ленин, который называл Троцкого более «подлым и вредным», чем открытые ликвидаторы, так как будущий наркомвоенмор обманывал рабочих; Ленин также называл Троцкого «Иудушкой». Августовский блок критиковал также и Иосиф Сталин, как и прочие большевики за поддержку меньшевиков-ликвидаторов.
В частности Анатолий Луначарский писал, что «Троцкому очень плохо удавалась организация не только партии, но хотя бы небольшой группы. Никаких прямых сторонников у него никогда не было, если он импонировал в партии, то исключительно своей личностью… Огромная властность и какое-то неумение или нежелание быть сколько-нибудь ласковым и внимательным к людям» обрекали Троцкого на одиночество. Мартов также писал, что «сам же Троцкий отлично сознавал неизбежную временность своего блока с меньшевиками, к которым относился свысока, и не скрывал этого».
Оппортунистический характер [Августовского антипартийного блока] раскрывала антипартийная платформа, принятая конференцией. В практической ей части отсутствовали революционные лозунги демократической республики, конфискации помещичьей земли, права наций на самоопределение. Вместо них выдвигались лишь либеральные требования конституционных реформ и полновластной Думы, «пересмотра аграрного законодательства», свободы коалиций, «культурно-национальной автономии» и тому подобного. Осуждались политические стачки и массовая революционная борьба вообще.

### Поздняя критика

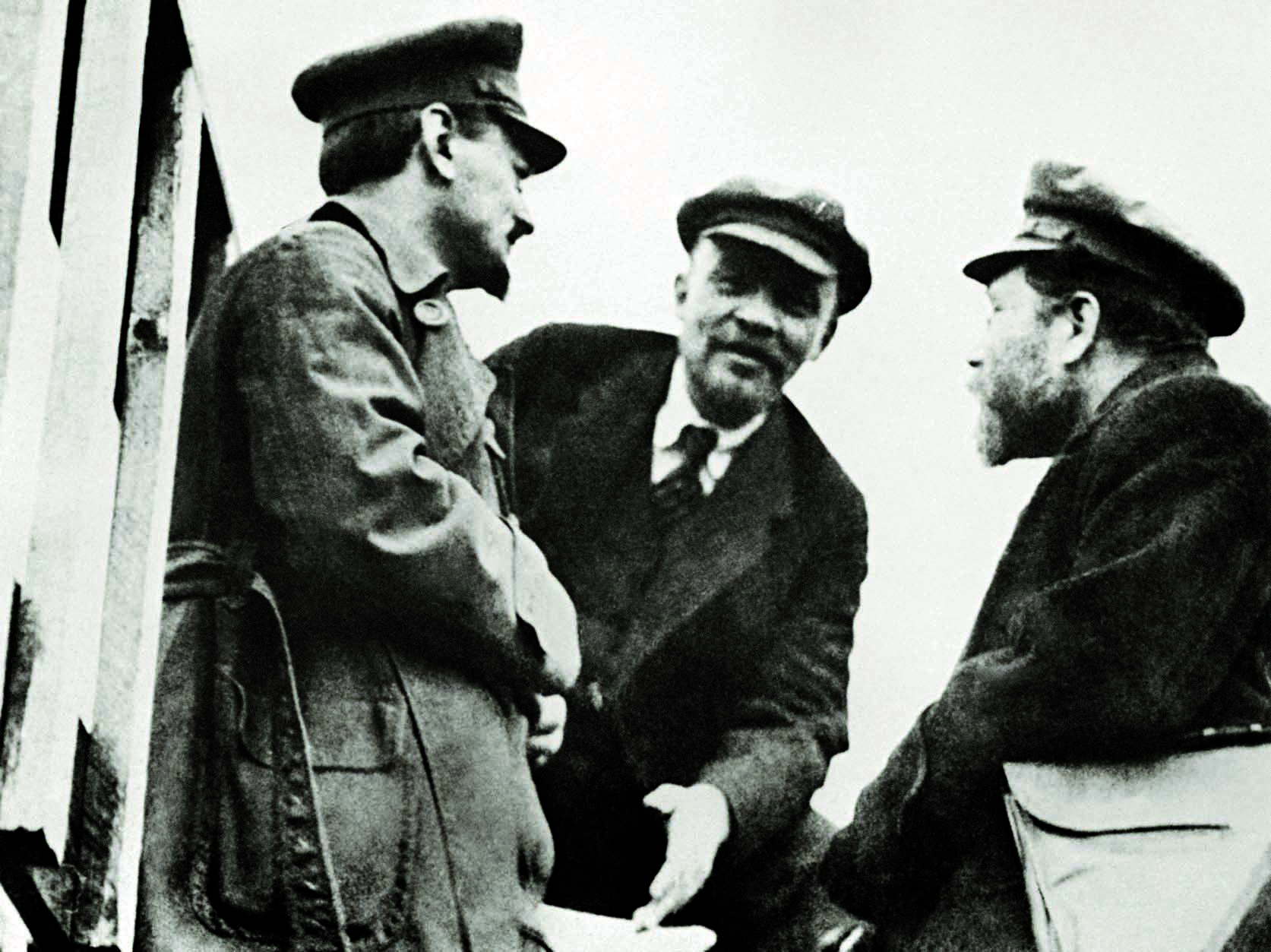
Большевики Л. Троцкий, В. Ленин и Л. Каменев в 1919 году

По мнению заместителя директора Российского государственного архива социально-политической истории Юрия Амиантова и ведущего научного сотрудника московского Музея революции Исаака Розенталя, впервые опубликовавших в начале XXI века протоколы собрания в Вене, история двух конференций РСДРП была изучена неравномерно: в то время как о Пражской конференции имелась обширная, «в том числе и апологетическая литература», а её протоколы к 2008 году публиковались дважды, Венская конференция в советское время почти не изучалась, так как ассоциировалась с «одиозным тогда» именем Троцкого. Оценки самой конференции были «далеки от объективности и историзма», а мнение исследователей базировалось исключительно на опубликованными после конференции резолюциями.
По мнению Фельштинского и Чернявского, свойственный Троцкому «авторитаристский» тип как мышления, так и поведения был одной из причин «провала» Августовского блока: распад блока, в свою очередь, «предопределил» постепенное возрастание влияния большевистской фракции, которая постепенно всё более формировалась в самостоятельную независимую партию. Сам Троцкий позже в своей автобиографии «Моя жизнь» (1929—1930) оценивал блок следующим образом:
В среде самих большевиков примиренческие тенденции в тот период были очень сильны, и я не терял надежды, что это побудит и Ленина принять участие в общей конференции. Однако Ленин воспротивился объединению со всей силой. Весь дальнейший ход событий показал, что Ленин был прав. Политической базы у этого блока не было, по всем основным вопросам я расходился с меньшевиками. Борьба с ними возобновилась на второй же день после конференции. Острые конфликты вырастали повседневно из глубокой противоположности двух тенденций: социально-революционной и демократически-реформистской.
В то же время Амиантов и Розенталь отмечали, что Первая мировая война, начавшаяся в 1914 году, «смешала все карты»: резкое изменение политической ситуации, связанное с началом боевых действий, затрудняло оценку потенциальных перспектив «золотой середины» — Августовского блока и его программы.